# Frázové pravidlo
Frázová pravidla, přesněji pravidla frázové struktury, jsou typem přepisovacích pravidel používaných pro popis syntaxe určitého jazyka, která jsou úzce spjata s prvními fázemi transformační gramatiky navržené Noamem Chomskym v roce 1957. Pravidla slouží k rozkladu věty přirozeného jazyka na její složky, známé také jako syntaktické kategorie, včetně lexikálních kategorií (slovních druhů) a frázových kategorií. Gramatika, která používá frázová pravidla, je typem frázové gramatiky. Frázová pravidla, jak jsou obvykle používána, zachycují vztahy bezprostředních složek, a gramatika, která využívá frázová pravidla, je proto složková gramatika; jako taková je protikladem k závislostním gramatikám, která jsou založeny na závislostních relacích.

## Definice a příklady
Frázová pravidla mají obvykle tvar:
{\displaystyle A\to B\quad C}
který vyjadřuje, že složka {\displaystyle A} se skládá ze dvou podsložek {\displaystyle B} a {\displaystyle C}. Nepovinné složky se píšou do kulatých závorek. Pro angličtinu to mohou být například pravidla:
{\displaystyle {\ce {S->NP\quad VP}}}
{\displaystyle {\ce {NP->(Det)\quad N1}}}
{\displaystyle {\ce {N1->(AP)\quad N1\quad (PP)}}}
První pravidlo znamená, že S (věta, sentence) se skládá z NP (jmenná fráze, noun phrase) následované VP (slovesná fráze, verb phrase). Druhé pravidlo vyjadřuje, že jmenná fráze sestává z nepovinného Det (determinátor) následovaného N (podstatné jméno, noun). Třetí pravidlo znamená, že před podstatným jménem N může být nepovinná AP (adjektivní fráze) a za podstatným jménem může následovat nepovinná PP (předložková fráze).
Pokud začneme symbolu věty S, postupně používáme frázová pravidla, a nakonec použitím nahrazovacích pravidel dosadíme do zápisu za abstraktní symboly skutečná slova, můžeme vygenerovat mnoho správných vět v angličtině (nebo v jiném jazyce popsaném pravidly). Pokud jsou pravidla správná, pak by jakákoli věta pomocí nich vytvořená měla být gramaticky (syntakticky) správně. Je třeba očekávat, že pravidla budou generovat sice syntakticky správné ale sémanticky nesmyslné věty, jako je následující dobře známá věta:
Colorless green ideas sleep furiously (Bezbarvé zelené nápady zběsile spí.)
kterou zkonstruoval Noam Chomsky pro ilustraci, že frázová pravidla jsou schopna generovat věty, které jsou syntakticky správné, ale sémanticky chybné.
Frázová pravidla rozkládají větu na její bezprostřední složky. Tento rozklad se často reprezentuje pomocí stromové struktury (dendrogramy). Strom pro uvedenou Chomského větu lze zobrazit takto:
Složka je jakékoli slovo nebo kombinace slov, která jsou dominována jediným uzlem. Každé jednotlivé slovo je tedy složka. Také podmět NP Colorless green ideas, nebo menší NP green ideas, a VP sleep furiously jsou složky. Frázová pravidla a stromové struktury, které jsou k nim přiřazené, jsou určitým druhem složkové analýzy.
V transformační gramatice je soubor frázových pravidel doplněn transformačními pravidly, která slouží k přetváření vytvořených syntaktických struktur na jiné (provádějí takové operace jako negace, převod do trpného rodu, atd.). Tyto transformace nejsou pro generování nezbytně nutné, protože věty, které produkují, by bylo možné generovat i vhodně rozšířenou sadou frázových pravidel, transformace však poskytují úspornější vyjádření a umožňují, aby gramatika zachycovala významné vztahy mezi větami.

## Shora dolů
Důležitým aspektem frázových pravidel je, že nahlížejí na větnou strukturu shora dolů. Kategorie vlevo od šipky je větší složkou a bezprostřední složky vpravo od šipky jsou menší složky. Když se v seznamu frázových pravidel pro danou větu pohybujeme dolů, složky se postupně rozkládají na menší části. Tento způsob rozkladu struktury věty shora dolů je opačný než ve většině prací věnovaných moderní teoretické syntaxi. Například v minimalismu je větná struktura generována zdola nahoru. Operace Merge slučuje menší složky do větších, až je dosažena největší složka (tj. věta). V tomto ohledu teoretická syntax před dlouhou dobou frázová pravidla opustila; jejich význam pro počítačovou lingvistiku se však zdá být nedotčen.

## Alternativní přístupy

### Složky vs. závislosti
Způsob, jakým se obvykle používají frázová pravidla, vede k názoru, že větná strukturu je založena na složkách. To znamená, že gramatiky, které využívají frázová pravidla jsou složkové gramatiky (= frázové gramatiky), a tvoří protiklad k závislostní syntaxi, která považuje za základ větné struktury závislosti. To znamená, že aby frázová pravidla byla vůbec použitelná, musíme usilovat o porozumění větné struktury podle složek. Složková relace je vztah jedna k jedné nebo jedna k n. Pro každé slovo ve větě existuje v syntaktické struktuře alespoň jeden uzel, který tomuto slovu odpovídá. Naproti tomu závislostní relace, je vztahem jedna k jedné; pro každé slovo ve větě existuje právě jeden uzel v syntaktické struktuře, který mu odpovídá. Rozdíl je ilustrován těmito stromy:
Složkový strom vlevo mohl být vygenerovaný frázovými pravidly. Věta S se postupně rozkládá na menší složky. Naproti tomu závislostní strom vpravo frázovými pravidly nelze vygenerovat (alespoň ne tak, jak jsou obvykle interpretována).

### Reprezentační gramatiky
Několik gramatických teorií reprezentační frázová struktury nikdy frázová pravidla neuznávala, ale místo toho usilovala o chápání větné struktury na základě pojmu schéma. Frázové struktury zde nejsou odvozeny z pravidel, která kombinují slova, ale ze specifikace nebo instanciace syntaktických schémat nebo konfigurací, která často vyjadřují určitý druh sémantického obsahu nezávisle na určitých slovech, která se v nich vyskytují. Tento přístup je v zásadě ekvivalentní se systémem frázových pravidel kombinovaných s nekompoziční sémantickou teorií, protože gramatické formalismy založené na přepisovacích pravidlech obecně mají ekvivalentní vyjadřovací sílu jako formalismy založené na substituci do schématu.
Při tomto přístupu by věta Colorless green ideas sleep furiously byla generována vyplněním slov do slotů schématu s následující strukturou:
[NP[ADJ N] VP[V] AP[ADV]]
což vyjadřuje konceptuální obsah
X DĚLÁ Y ZPŮSOBEM Z
Takové modely jsou nekompoziční, ale jsou monotonní. Tento přístup je vysoce rozvinut v Construction grammar (CG) a měl určitý vliv na Head-Driven Phrase Structure Grammar (HPSG) a Lexical Functional Grammar (LFG), přičemž poslední dvě jmenované patří k frázovým gramatikám.